# Lista do património edificado em Moçambique
Esta é uma lista do património edificado de Moçambique:

## Cidade deMaputo
- O Aeroporto Internacional de Maputo
- A Biblioteca Nacional de Moçambique
- O Bloco Habitacional O Leão Que Ri
- A Casa Amarela (que alberga o Museu Nacional da Moeda)
- A Casa de Ferro
- A Catedral de Maputo
- O Cenáculo da Fé
- O Edifício do Conselho Municipal de Maputo
- O Edifício dos Correios de Maputo
- A Estação de Biologia Marítima
- A Estação do Caminho de Ferro
- O Estádio Nacional do Zimpeto
- A Fortaleza de Maputo
- O Hotel Polana
- A Igreja da Polana
- O Jardim Tunduru
- O Monumento aos Mortos da Primeira Guerra Mundial
- O Museu de História Natural de Moçambique
- O Palácio da Ponta Vermelha
- A Praça de Touros de Maputo

- Associação Indo-Portuguesa
- Avenida Marginal
- Bazar do Povo
- Câmara do Comércio
- Casa do Azulejo
- Casa-Museu Malangatana
- Centro Cultural Franco-Moçambicano
- Edifício de Sua Alteza Agha Khan
- Estátua de Eduardo Chivambo Mondlane
- Estátua de Samora Machel
- Hospital Central de Maputo
- Mercado de Artesanato
- Mercado Central
- Mercado Janet
- Mercado do Peixe
- Mercado Grossista
- Mercado Xipamanine
- Mesquita da Baixa
- Mesquita de Maputo
- Memorial de Louis Trichardt
- Ministério dos Negócios Estrangeiros
- Monumento dos Heróis Moçambicanos
- Mural Naguib (Ode a Samora Machel)
- Museu Nacional de Arte
- Museu Nacional de Geologia
- Museu da Revolução
- Núcleo de Arte
- Observatório Meteorológico Campos Rodrigues
- Palácio dos Casamentos
- Praça dos Heróis
- Praça dos Trabalhadores
- Porto de Maputo
- Rádio Moçambique (paineis em bronze)
- Teatro Gil Vicente
- Vila Algarve

## Província deMaputo
- Estádio da Machava (na Matola)
- Museu Alberto Chissano (na Matola)
- Santuário de Nossa Senhora de Fátima (na Namaacha)

## Província deCabo Delgado
- Fortificações do Ibo
- Farol de Cabo Delgado

## Província deGaza
- Local Histórico de Chilembene
- Local Histórico de Nwadjahane
- Monumento a Ngungunhane (em Chaimite)

## Província deInhambane
- Pórtico das Deportações
- Farol do Bazaruto
- Farol da Ponta da Barra
- Forte de Nossa Senhora da Conceição
- Igreja Velha de Nossa Senhora da Conceição

## Província deManica
- Fortim de Dona Amélia de Massangano

## Província deNampula
- Farol de Pinda

#### Cidade deNampula
- Museu de Etnografia
- Catedral Católica de Nampula

#### Ilha de Moçambique
- Capela de Nossa Senhora do Baluarte
- Fortaleza de São Sebastião
- Fortim de Santo António
- Fortim de São Lourenço
- Igreja de Santo António
- Palácio dos Capitães-Generais
- Convento de São Domingos

- Hospital
- Igreja da Cabeceira Grande

- Igreja da Misericórdia
- Igreja de Nossa Senhora da Saúde
- Jardim da Memória
- Mesquita

## Província deSofala
- Casa dos Bicos
- Estação Ferroviária da Beira
- Forte de São Caetano de Sofala

## Província deTete
- Barragem de Cahora Bassa
- Forte de São Tiago Maior do Tete
- Missão de São José de Boroma
- Missão de Lifidzi - Ulónguè, Angónia
- Monumento a Francisco Manyanga - Charre, Mutarara
- Ponte Dona Ana

## Província daZambézia
- Fortim de Quelimane